# James Aggrey

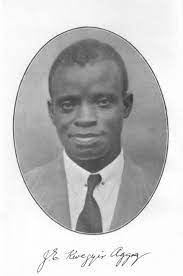
James Aggrey (circa 1917)

James Emman Kwegyir Aggrey (* 18. Oktober 1875 in Anomabu, Ghana; † 30. Juli 1927 in Harlem, New York City) war ein ghanaischer Lehrer und Missionar.

## Leben
James Aggrey wurde in Anamabu in der Goldküste, dem heutigen Ghana, als Sohn des Kodwo Kwegyir, einem Vertrauten des damaligen Stammeshäuptlings Amonu IV in Anamabu, geboren. Im Juni des Jahres 1883, im Alter von beinahe acht Jahren wurde er in einer Gemeinde in der Goldküste getauft und nahm seinen christlichen Vornamen James an. Er ging in eine Methodistenschule, in der er, folgt man einigen Quellen, bereits den Lehrern als außergewöhnlich aufgefallen ist. Bereits in dieser Zeit erhielt er Unterricht in Griechisch und Latein.
Im Jahr 1898, im Alter von 23 Jahren, wurde er aufgrund seiner Bildung ausgewählt, in den Vereinigten Staaten zum Missionar ausgebildet zu werden. Am 10. Juli 1898 stimmte Aggrey zu und verließ die Goldküste in Richtung USA. Er siedelte sich in North Carolina an und besuchte das Livingstone College. Seine Interessen an der Universität waren vielfältig und umfassten beispielsweise Chemie, Physik, Logik, Wirtschaft und Politik.
Im Mai 1902 beendete er die Universität mit einer Promotion und erlangte drei akademische Preise. Aggrey war sehr sprachbegabt und soll neben Englisch, Französisch und Deutsch auch altes und modernes Griechisch sowie Latein gesprochen haben. Im November 1903 wurde er in Salisbury zum Pastor der Afrikanischen Methodisten Zion Kirche ernannt. 1905 heiratete er Rose Douglas, mit der er vier Kinder hatte. Im gleichen Jahr fing er an, am Livingstone College zu lehren.
Im Jahr 1912 wurde ihm der Doktortitel in Theologie verliehen, im Jahr 1914 folgte ein Doktortitel in Osteopathie. Im gleichen Jahr übernahm er eine Anstellung in einer kleinen Gemeinde in North Carolina. Aggrey nahm zwischen 1915 und 1917 weitere Studien an der Columbia-Universität auf. An der Columbia interessierte sich Aggrey für Soziologie, Psychologie und die Japanische Sprache.
Im Jahr 1920 wurde ihm von Paul Monroe angeboten, einer Forschungsexpedition nach Afrika beizuwohnen, die aufklären sollte, welche Maßnahmen zur Verbesserung der Bildung in Afrika notwendig seien. Aggrey nahm dieses Angebot an und besuchte in Afrika zehn Länder, in denen er über die Bildung Daten sammelte und aufbereitete. Im Jahr 1920 wurden Sierra Leone, Liberia, die Goldküste, Kamerun und Nigeria besucht. Im Jahr 1921 folgten unter anderem Belgisch-Kongo, Angola und Südafrika. Während dieser Reise soll Aggrey auf einige spätere Persönlichkeiten nicht unerheblichen Eindruck gemacht haben und diesen die Relevanz der Bildung deutlich gemacht haben. Zu diesen zählen neben dem jungen Hastings Kamuzu Banda, der später in Malawi Präsident wurde, der junge Nnamdi Azikiwe, der zur ersten Staatspräsidenten Nigerias wurde auch Kwame Nkrumah, der zum ersten Präsidenten des unabhängigen Staates Ghana wurde.
Im Jahr 1924 wurde Aggrey durch den Gouverneur der Kronkolonie Goldküste Sir Frederick Gordon Guggisberg zum Leiter des Achimota College in Accra berufen und nahm diese Stellung an. Er siedelte mit seiner Frau und seinen Kindern nach Achimota, nördlich von Accra, in der damaligen Goldküste um. Im Mai des Jahres 1927 kehrte er in seine Wahlheimat, die USA zurück, wurde jedoch bereits im Juli 1927 in ein Krankenhaus gebracht. Am 30. Juli 1927 verstarb er im Krankenhaus in Harlem.
Das 1946 geschriebene Ballettstück Aggrey der Ballettkompanie Les Ballets Nègres wurde nach ihm benannt.

## Werke
- Der Adler, der nicht fliegen wollte. Peter Hammer Verlag, Wuppertal 1998, ISBN 3-87294-430-4.